# Pinus strobus
El pi blanc americà, pi strobus i pi de Weymouth (Pinus strobus) és una espècie de conífera de la família Pinaceae nadiua de l'est de l'Amèrica del Nord. Es troba des de l'illa de Terranova, passant per la regió dels Grans Llacs a Manitoba i Minnesota, i pel sud per la conca del Mississipi i els Apalatxes a Geòrgia i l'estat de Mississipi.
Pels amerindis iroquesos és l'Arbre de la Pau per George Weymouth que el va portar a Anglaterra el 1620.

## Descripció

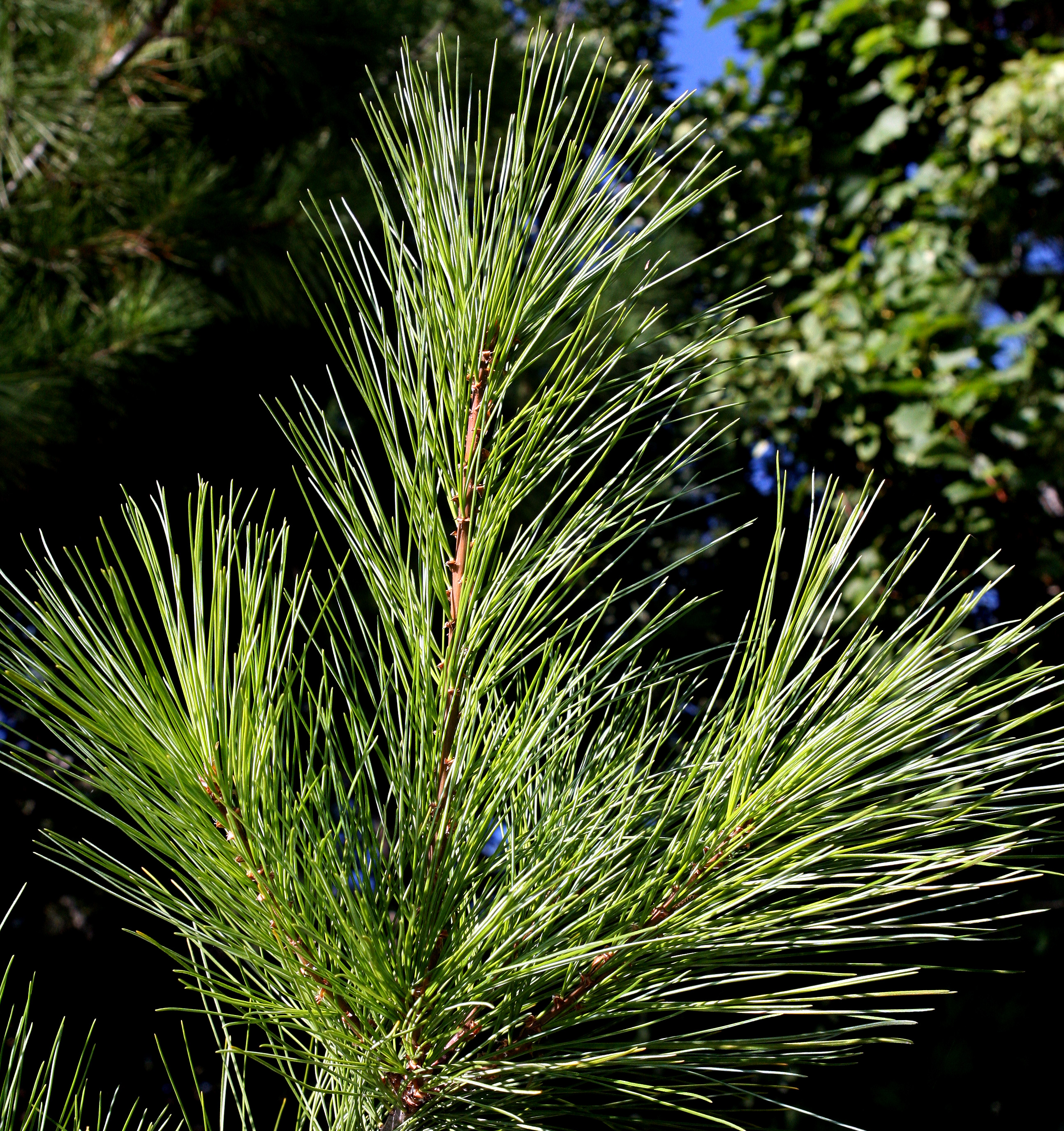
P. strobus fulles

Com en tots els membres del subgènere Strobus, les fulles són en grups de 5 (rarament 3 o 4).

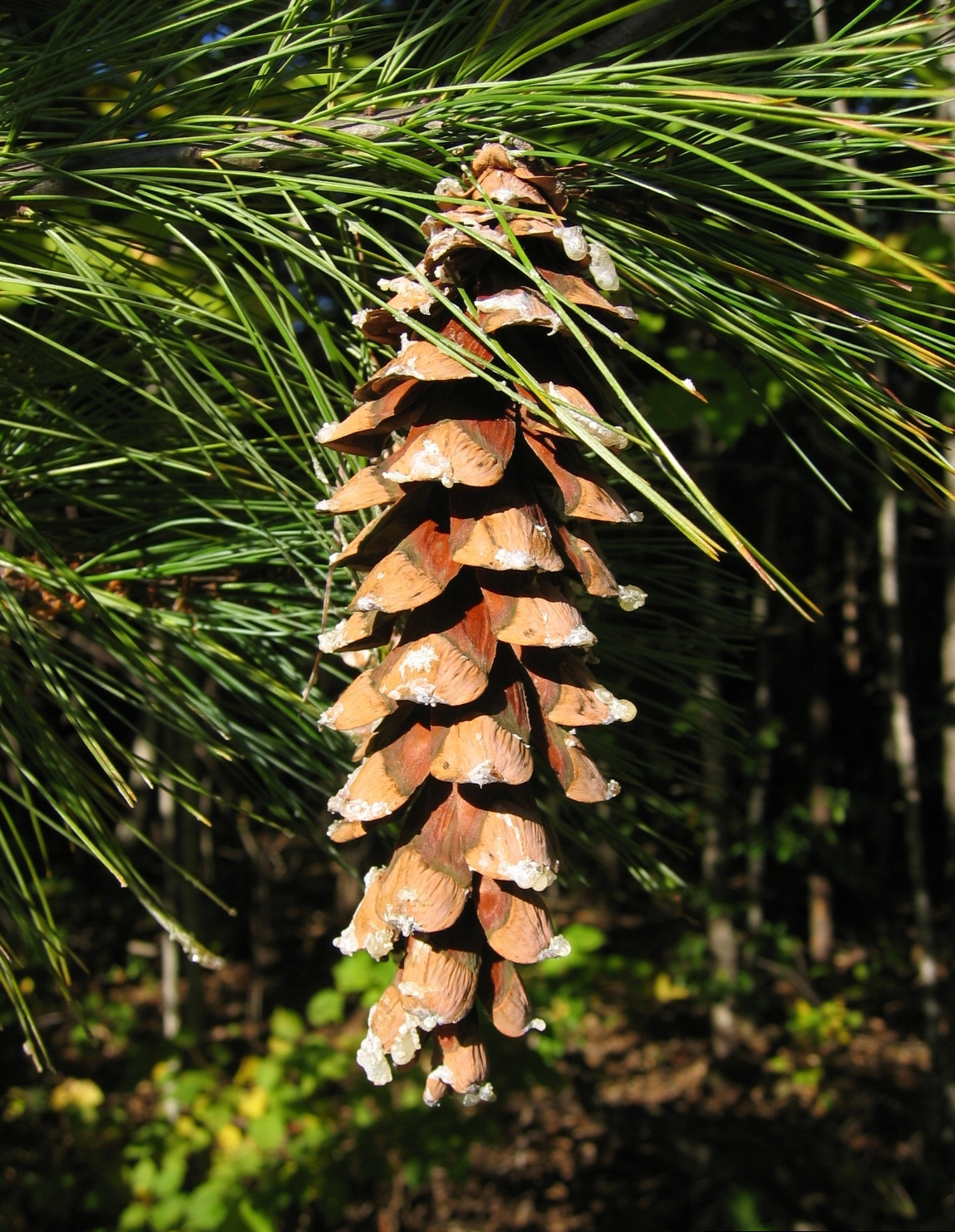
P. strobus,pinya

La seva pinya és prima de 8 a 16 cm de llargada. Els pinyons fan de 4 a 5 mm de llargada i tenen una ala prima.
Poden viure 200 a 250 anys, alguns arriben als 400 o més.
Aquesta espècie de pi és la més alta de l'est de l'Amèrica del Nord, pot arribar als 70 m d'alt. Però actualment els més alts fan entre 50 a 58 metres.

## Usos
- Pals, molt importants en l'època dels vaixells de fusta
- Fusta, actualment es cultiven en plantacions forestals. l'any 1620 el Capità George Weymouth els importà a Anglaterra i en va fer plantacions que fracassaren per les malalties de fongs.
- Medicinal, les seves fulles tenen cinc vegades més vitamina C que la llimona i se'n pot fer una bona infusió. El seu càmbium és comestible i és una font de resveratrol.